# Benjamin Raschke

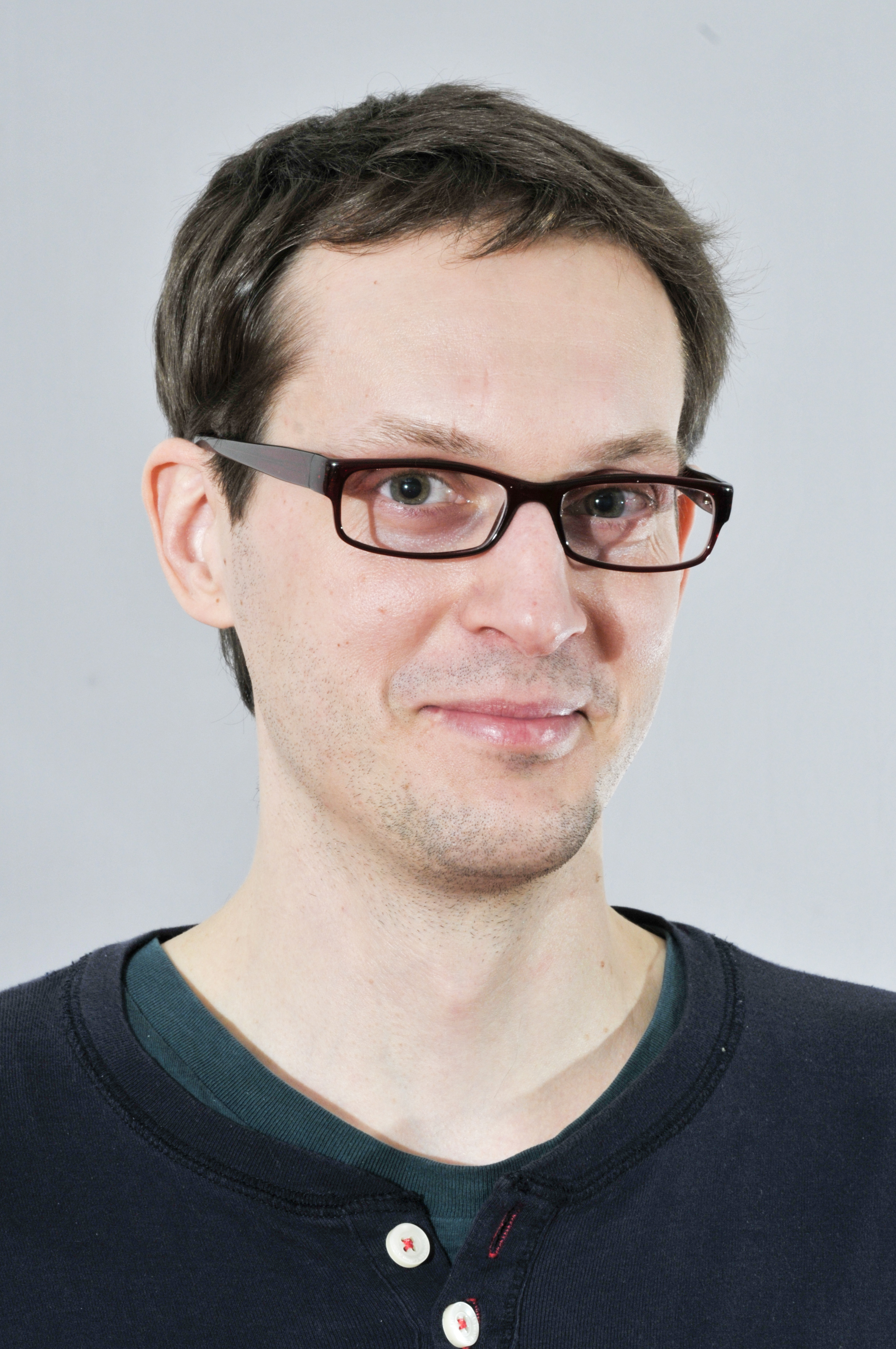
Benjamin Raschke, 2016

Benjamin Raschke (* 23. Dezember 1982 in Lübben (Spreewald)) ist ein deutscher Politiker der Partei Bündnis 90/Die Grünen. Er war von 2014 bis 2024 Mitglied des Landtages Brandenburg und von 2019 bis 2024 Fraktionsvorsitzender.

## Werdegang
Raschke besuchte das Paul-Gerhardt-Gymnasium in Lübben und legte dort 2002 die Abiturprüfungen ab.
Von 2002 bis 2007 studierte er an der Universität Konstanz und an der Universität Warschau Politikwissenschaft, Philosophie und Rechtswissenschaft mit dem Masterabschluss in Politologie. Von 2007 bis 2008 war er Klima-Campaigner beim Bundesverband der Grünen. Bis 2010 arbeitete er als Referent für Mobilität beim Bundesverband der Verbraucherzentrale.
Benjamin Raschke ist Vater von zwei Kindern.

## Politik
Benjamin Raschke ist seit 2005 Mitglied von Bündnis 90/Die Grünen. 2006/2007 gehörte er dem Vorstand des Kreisverbandes Konstanz an. Von September 2008 bis Dezember 2019 war Benjamin Raschke Gemeindevertreter in Schönwald (Landkreis Dahme-Spreewald). Zur Bundestagswahl 2009 kandidierte er im Wahlkreis 63 und auf Listenplatz 2 der Brandenburger Landesliste seiner Partei.
Am 14. November 2009 wurde Benjamin Raschke neben Annalena Baerbock zu einem von zwei gleichberechtigten Vorsitzenden des Landesverbands Brandenburg gewählt. Hierin wurde er 2011 und 2013 bestätigt und gab das Amt des Landesvorsitzenden mit seinem Einzug als Mitglied des Landtages 2014 ab.
Von 2010 bis 2012 war Benjamin Raschke wissenschaftlicher Mitarbeiter der Bundestagsfraktion Bündnis 90/Die Grünen für die umweltpolitische Sprecherin Dorothea Steiner und die stellvertretende Fraktionsvorsitzende Bärbel Höhn.
Zur Landtagswahl in Brandenburg 2014 kandidierte er im Wahlkreis 26 und auf Listenplatz 4, über den er in den Landtag einzog. Seine Arbeitsschwerpunkte sind Umwelt, Landwirtschaft, Tierschutz, Ländliche Räume und Rechtspolitik.
Bei der Landtagswahl 2019 war Raschke zusammen mit Ursula Nonnemacher Spitzenkandidat der Grünen. Er trat im Wahlkreis 28 an. Über die Landesliste zog er in den Landtag ein. Ab Dezember 2019 war Raschke Fraktionsvorsitzender und tierschutzpolitischer sowie justizpolitischer Sprecher seiner Fraktion.
Bei der Landtagswahl 2024 war Raschke zusammen mit Antje Töpfer Spitzenkandidat der Grünen. Die Grünen zogen 2024 nicht mehr in den Landtag ein.

## Publikationen
- Positionen und Machtverhältnisse in der deutschen Verbraucherpolitik, Magisterarbeit an der Universität Konstanz, Konstanz 2006.
- Trägt das Verbraucherverhalten zum Klimaschutz bei? Studie im Auftrag der grünen Bundestagsfraktion, Juni 2011.